# Вси светии
Събор на всички светии е описаното в „Откровението на Йоан Богослов“ поклонение на всички светии (както канонизирани, така и останали неизвестни за земната Църква) пред Агнеца Божий, след което последвало снемането на 7-мият печат.
Неделя всех святых или Неделя на всички светии (в православието), Ден на вси светии (в католицизма) (на гръцки: Κυριακὴ τῶν Ἁγίων Πάντων, на латински: Sollemnitas Omnium Sanctorum, на немски: Allerheiligen, на английски: All Saints, на френски: Toussaint, на полски: Wszystkich świętych) е християнски празник, ден на памет за всички светии. В православните църкви празнуването се пада на първата неделя след Деня на Светата Троица (Петдесетница), а в католицизма се празнува на 1 ноември. Отделно, паметта на всички български светци се чества на втората неделя след Петдесетница.

## Храмове в България
В България има няколко храма, посветени на Събор на всички светии, като те носят или старобългарско наименование - Всех Святих, или наименованието на съвременен български език - Вси Светии. Всичките храмове са към Българската православна църква. 
Храмове, посветени на Събор на всички светии, има в Асеновград, Банкя, Бонсови поляни (над София), Витановци, Враца, Големо Малово, Голяма Железна, Горна Ковачица, Зорница, Койнаре, Лозен, Микре, Мрамор, Окорш, Осенец, Пиперица, Пловдив, Подгумер, Средец, Тетевен, Чепинци, Черна гора, както и до хижа „Яворов“ край Разлог. 
Интересна е историята на храм „Всех Святих“ в Русе, който е построен през 1892 година, но е през 1975 година е разрушен изцяло от комунистическите власти. След демократичните промени започва кампания за възстановяването на храма, която завършва през 2017 година с освещаването на новия храм от Българския патриарх Неофит, бивш Русенски митрополит и основен участник в процеса по повторното изграждане на храма.
Интересен е и манастирският параклис „Вси Светии“ към Бачковския манастир. Параклисът е от XVII век, като през 2020-2021 храмът е изцяло обновен и изографисан. В него се съхраняват мощите на 20 светци, сред които свети Димитър, свети Георги, свети Мина, света Марина, свети Константин и майка му света Елена.

## Почит
В православната църква има създаден акатист в чест на всички светци. В католическата църква има специални литания в чест на всички светци.